# Тунчелли, Кузей
Кузей Тунчелли (тур. Kuzey Tunçelli; род. 30 августа 2007, Коджаэли, Коджаэли) — турецкий пловец, чемпион Европы, призёр чемпионата мира на короткой воде. Участник летних Олимпийских игр 2024 года.

## Спортивная карьера
Кузей родился в Турции, в семье Ойлыма Тунчелли и Мелихи Тунчелли. Плаванием начал заниматься с пятилетнего возраста.
На чемпионате мира, который состоялся в феврале 2024 года в Катаре, Кузей вышел в финал на дистанции 1500 метров.
В Белграде, на чемпионате Европы 2024 года, на дистанции 1500 метров он стал победителем.
В июле-августе 2024 года принял участие в летних Олимпийских играх в Париже. На своей излюбленной дистанции 1500 метров вошёл в финал и занял итоговое пятое место. Также принимал участие на дистанции 800 метров вольным стилем — 11-й, и в плавание на открытой воде на дистанции 10 км, где был 23-м.
На чемпионате мира в 25-метровом бассейне, в декабре 2024 года в Будапеште, стал обладателем бронзовой медали на дистанции 1500 метров вольным стилем, установив мировой юношеский рекорд.